# IC 4397
IC 4397 est une galaxie spirale située dans la constellation du Bouvier. Sa vitesse par rapport au fond diffus cosmologique est de 4 627 ± 16 km/s, ce qui correspond à une distance de Hubble de 68,3 ± 4,8 Mpc (∼223 millions d'al). Elle a été découverte par l'astronome français Guillaume Bigourdan en 1889.
IC 4397 présente une large raie HI et elle renferme des régions d'hydrogène ionisé. C'est aussi une galaxie active de type Seyfert 2. Selon la base de données Simbad, IC 4397 est une galaxie à noyau actif.

## Groupe de NGC 5653
Selon A. M. Garcia, IC 4397 fait partie du groupe de NGC 5653. Ce groupe de galaxies compte au moins 15 membres. Les autres galaxies du groupe sont NGC 5629, NGC 5635, NGC 5639, NGC 5641, NGC 5642, NGC 5653, NGC 5659, NGC 5657, NGC 5672, NGC 5703 (NGC 5709 dans l'article de Garcia), NGC 5735, UGC 9253, UGC 9268 et UGC 9302.